# Особиста справа (фільм, 1939)
Про однойменний фільм див. Особиста справа (фільм, 1932)
«Особиста справа» (рос. «Личное дело») — радянський дитячий художній фільм 1939 року, знятий режисером Олександром Розумним на кіностудії «Союздитфільм».

## Сюжет
Учні п'ятого класу, розпустувавшись під час навчально-повітряної тривоги, розбивають шафу у фізичному кабінеті. Льова Прокушев, один з винуватців події, забирає з собою окуляр мікроскопа, який незабаром виявляють в портфелі Аркаши Зубова. Аркадій, категорично відкидає свою причетність до хуліганства, але не називає винуватця.

## У ролях
- Лора Мінаєв — Аркадій Зубов
- Петро Гроховський — Геня, брат Аркадія
- Борис Рунге — Льова Прокушев
- Лев Мирський — Вітя Суриков
- Дагмара Дерінгер — Лідочка
- Катерина Деревщикова — Катя
- К. Гавриков — епізод
- Григорій Аронов — епізод
- Анатолій Ігнатьєв — Сергій
- Віра Алтайська — піонервожата
- Петро Савін — Володимир Миколайович, вчитель
- Лев Потьомкін — батько Аркадія
- Ніна Русинова — мати Аркадія
- Андрій Тутишкін — директор школи
- Олена Максимова — мати Віті Сурикова
- Едуард Володарський — епізод
- Анатолій Горюнов — лікар

## Знімальна група
- Режисер — Олександр Розумний
- Сценаристи — Аркадій Гайдар, В. Поташев
- Оператори — Василь Дульцев, Олексій Селянкін
- Композитор — Давид Блок
- Художник — Іван Степанов